# Bouisse
Bouisse település Franciaországban, Aude megyében. Lakosainak száma 103 fő (2022. január 1.). Bouisse Albières, Arques, Caunette-sur-Lauquet, Lairière, Lanet, Montjoi, Valmigère és Villardebelle községekkel határos.

## Népesség
A település népessége az elmúlt években az alábbi módon változott:
| Lakosok száma | 96   | 87   | 72   | 92   | 92   | 90   | 100  | 105  | 104  | 103  |
|               | 1968 | 1982 | 1990 | 2006 | 2013 | 2015 | 2017 | 2019 | 2020 | 2022 |